# Теоцентризъм
Теоцентризмът (на гръцки: Θεός – „Бог“ + на латински: Centrum – „център“) е философска концепция, в основата на която стои разбирането на Бог като абсолютно съвършеното и най-висше битие, източник на целия живот и на всички блага.
Теоцентризмът е свързан с теизма и неговите принципи. На теоцентризма се противопостаят космоцентризмът и антропоцентризмът.
Теоцентризмът е най-разпространен през средните векове.